# 上板城镇
上板城镇，是中华人民共和国河北省承德市双桥区下辖的一个乡镇级行政单位。 区域面积196.27平方千米。

## 行政区划
上板城镇下辖以下地区：
城南社区、城北社区、上板城村、上台子村、西大窑村、西三家村、白河南村、卸甲营村、漫子沟村、南北营村、狮子沟村、大营庄村、天外村、秦家沟村、松树沟村、西大庙村、周营子村、陈家沟村、南双庙村、黄旗湾子村、老爷庙村、大冰沟村、大房身沟村、南三道河村和涝泥塘村。